# Chlum u Třeboně
Chlum u Třeboně är en köping i Tjeckien.   Den ligger i regionen Södra Böhmen, i den centrala delen av landet, 130 km söder om huvudstaden Prag. Chlum u Třeboně ligger 483 meter över havet och antalet invånare är 2 183. Den ligger vid sjön Hejtman.
Terrängen runt Chlum u Třeboně är platt, och sluttar västerut. Runt Chlum u Třeboně är det ganska glesbefolkat, med 40 invånare per kvadratkilometer. Närmaste större samhälle är Třeboň, 12,3 km väster om Chlum u Třeboně. I omgivningarna runt Chlum u Třeboně växer i huvudsak blandskog.